# Timpuri Noi (album de Timpuri Noi)
Timpuri Noi este primul album al formației Timpuri Noi. Include hituri precum „Perfect”, „Tanța” sau „Emigrant USA”. Combină mai multe stiluri de muzică rock și este influențat din melodiile celor de la U2 și Simple Minds.

## Lista melodiilor

### Fața A
| Nr. | Titlu     | Autor(i)                       | Lungime |  |
| 1.  | „Perfect” | Razvan Moldovan, Adrian Pleșca | 4:39    |  |
| 2.  | „Vecina”  | Mircea Capota & Dan Iliescu    | 3:04    |  |
| 3.  | „Luca”    | Dan Iliescu                    | 3:09    |  |
| 4.  | „Tanța”   | Dan Iliescu                    | 6:04    |  |

### Fața B
| Nr. | Titlu             | Autor(i)                       | Lungime |  |
| 1.  | „Emigrant U.S.A.” | Dan Iliescu, Florin Dumitrescu | 4:20    |  |
| 2.  | „Stan”            | Dan Iliescu                    | 4:25    |  |
| 3.  | „Nămol”           | Dan Iliescu                    | 5:33    |  |
| 4.  | „Victoria”        | Dan Iliescu                    | 5:19    |  |

## Componență
- Adrian Pleșca – vocal
- Dan Iliescu – chitară
- Marian Moldoveanu – chitară;
- Adrian Bortun – bas
- Cătălin Neagu – tobe
- Voce de fundal: Adrian Pleșca, Dan Iliescu, Cătălin Neagu, Mihaela Dedeoglu, Doru Gănju, Andra.
- Clape la „Tanța” și „Perfect”: Adrian Pleșca
- Saxofon la „Tanța”: Mihai Iordache

## Unplugged în concert
Albumul Unplugged în concert, lansat de casa de discuri Vivo, conține aceleași melodii plus „Fumatul”, „Mistrețul”, „Stere”, dar înregistrate într-un concert de la Teatrul „Ion Creangă” din București în mai 1994. Apar în trupă și două femei, Denis Iliescu (vioară, care înlocuiește saxofonul în melodiile „Tanța” și „Emigrant USA”, voce) și Crina Godescu (voce).